# Lake Mungo
Koordinaten: 33° 45′ S, 143° 5′ O

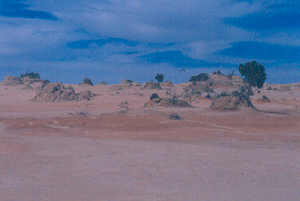
Lake Mungo

Der Lake Mungo ist ein ausgetrockneter See im Südwesten von New South Wales, im Südosten von Australien. Er liegt ungefähr 740 km westlich von Sydney und 90 km nordöstlich von Mildura. Der See ist die Hauptattraktion des Mungo-Nationalparks sowie einer von 17 Seen der Willandra-Seenregion, welche zum UNESCO-Welterbe gehört. Viele bekannte archäologische Entdeckungen, darunter die auf ein Alter von 40.000 Jahren geschätzten fossilen Überreste des Mungo Man und der Mungo Lady, wurden hier gemacht. Neue und mit genaueren Methoden vorgenommene Untersuchungen des zuletzt gefundenen Mungo 3 datieren ihn auf 57.000 bis 69.000 Jahre.

## Lebensbedingungen am Lake Mungo vor 40.000 Jahren
Zur Zeit des Mungo Man war der Lake Mungo mit Wasser gefüllt, allerdings befand sich Australien klimatisch in einer Übergangsphase. Am Lake Mungo kam es zu zahlreichen Sandstürmen aus dem Westen und die Trockenheit nahm zu. Die Wasserstände im See fielen und oszillierten um ein niedrigeres Niveau. Zur Zeit des Mungo Man scheint die Besiedlung der Gegend um den Lake Mungo am dichtesten und kontinuierlichsten gewesen zu sein, da rund 750 Artefakte wie Steinwerkzeuge, Holzkohle und verbrannte Knochen aus diesem Zeitraum gefunden wurden. Anhand von aufgefundenen Otolithen – Gebilden, die bei Fischen dem Hörsinn dienen – von Barschen nimmt man an, dass die Aborigines mit Fallen und Netzen Fische fangen konnten. Außerdem scheinen Krustentiere, kleine Säugetiere, Eier und vegetarische Nahrung verzehrt worden zu sein.